# 自動小銃
自動小銃（じどうしょうじゅう、英語: Automatic rifle）は、発射時の反動・ガス圧などを利用した機構により弾薬の装填・排莢が自動的に行われる小銃である。狙撃銃や対物狙撃銃を除いた現在の軍用小銃は、一般に自動小銃である。
装填のみが自動で、発射は一発ずつ手動で引き金を引くセミオートマチックライフル（半自動小銃）と、引き金を引けば装填・発射がともに自動で連続する全自動小銃（フルオート）に分けられる。通常、全自動小銃は単発、全自動の切り換え機能を有する。また、軍での運用では弾薬浪費を防ぐため、全自動小銃であっても単発射撃または2発～3発の制限点射射撃（3発出たら指を一旦離す）を基本とする。

## 定義
ブリタニカ・オンラインでは、自動小銃（Automatic rifle）という語を次のように説明している。
自動小銃とは、反動あるいは発射体の推進ガスの一部を利用して、薬莢の排出、次弾の装填、撃発準備までを行う小銃である。

Automatic rifle, rifle that utilizes either its recoil or a portion of the gas propelling the projectile to eject the spent cartridge case, load a new cartridge, and cock the weapon to fire again. 
『防衛省規格 火器用語（小火器）』では、自動小銃をautomatic rifleに相当する語として、「自動式の小銃」と定義している。また、ここで言う自動式とは、「弾薬を発射するための装てん（填），閉鎖，撃発，開放，抽筒などの各操作を自動で行う方式」と定義される。
なお、アメリカ軍が第一次世界大戦頃に定めた自動火器の区分においては、陣地に据え付けるような大型で重量のあるものを機関銃（Machine gun）、運搬が容易で歩兵と共に前進できるものを自動小銃（Automatic rifle）とした。この場合、一般に軽機関銃と称される銃の一部も自動小銃に含まれうる。

## 機関銃との（各用語の定義の）違いについて
全自動小銃は広義の機関銃（マシンガン）であるが、個人装備である自動小銃と、制圧射撃用の機関銃は区別される。
自動小銃の特徴としては、次のようなものがある。
- 小銃手一人で運用が完結する。そのために小型・軽量である。
- ある程度の精度が要求される代わりに、持続射撃能力を求めない。精度重視のクローズドボルトのため過熱しやすく、銃身交換機能もない。また、ベルト給弾も採用していない。
- 反動が小さく、射撃時に二脚や三脚で接地する必要がない。
- とくに小型化され取り回しを重視したものは、小銃手以外の兵種（戦車兵や将校など）も自衛用に携行できる。

現代では自動小銃と汎用機関銃の中間的な位置づけにある分隊支援火器が普及している。分隊支援火器は歩兵分隊で運用することを前提とした小型機関銃というべきもので、元々は、BARを簡易機関銃として運用していた米軍内での呼称である。現代ではアサルトライフルと共通の小口径弾を使う、小型軽量な機関銃が分隊支援火器として各国で採用されている。機関銃班で運用する汎用機関銃とは異なり、一人で運用できるように設計されている。自動小銃（アサルトライフル）、分隊支援火器、汎用機関銃はそれぞれ役割が違い、歩兵部隊の中で共存し続けている。
なお、短機関銃は拳銃弾を使う接近戦に特化した火器であり、小銃や分隊支援火器・（汎用）機関銃とは運用が異なる。

## 歴史
1880年代には無煙火薬の発明による初速や射程の向上、製銃技術自体の発展を受け、小口径小銃の普及が進んだ。装填や排莢が自動化された小銃、すなわち自動小銃の開発が始まったのもこの頃であり、1882年にアメリカのウィンチェスター社が最初期の半自動小銃を発表しているほか、1883年、デンマーク軍の砲兵将校であったマドセン(Willhelm H. O. Madsen)大尉によって発案され、国営兵器工廠廠の技官であるラスムッセン(Julius A. Rasmussen)によって設計された、"Forsøgsrekylgevær"（「自己装弾小銃」の意）”がある。Forsøgsrekylgeværは1886年に試作品が完成、1887年にはデンマーク軍より試験用として発注され、1888年に"M.1888 Forsøgsrekylgevær"として制式採用された。このM.1888が、半自動式ながら世界最初の実用化された自動小銃であり、世界最初の制式自動小銃である。M.1888は同じくデンマーク軍のショービュー(Theodor Schoubue)中尉によって改良され、1896年にはM.1896 Forsøgsrekylgevær"として採用された。M.1896は1896年に60丁+がデンマーク海兵隊に納入され、翌1897年には海軍要塞の防衛兵器として50丁が追加発注されて納入されている。更に世紀が変わり1908年にはメキシコのマヌエル・モンドラゴン将軍によってモンドラゴンM1908小銃が開発された。モンドラゴンM1908は、初めて軍の制式小銃として採用されて大量生産された自動小銃だった。
しかし、これら初期の自動小銃は制式採用されたものであっても広く普及することはなく、依然として第一次世界大戦頃までの各国の主要制式小銃はボルトアクション方式のものが主流であり、これは一発射撃する度に人力手動でボルトを操作し、次弾装填を行う必要があった。
1930年代に入ると技術の進歩によって各国で自動小銃の開発が本格化し、第二次世界大戦までに多くの自動小銃が実用化され、戦場へと投入された。フルサイズの自動小銃が各国で製作されたが、ボルトアクション小銃より格段に高い部品精度が求められ、かつ歩兵全員にいきわたる膨大な調達量が要求される自動小銃は、コストや整備維持の複雑性から配備が進まなかった。さらに当時の自動小銃はフルサイズの小銃弾の反動が強すぎてフルオート射撃に向かず、ボルトアクション小銃と大差ないセミオート式の自動小銃が主流であり、必要性も低かった。結局、大戦中に小銃を全更新できたのはアメリカ陸軍のM1ガーランドだけであった。旧日本軍の場合、四式自動小銃が量産化に至る前に終戦した。
末期のドイツ国では世界初のアサルトライフル・StG44という革新的な銃が発明されたが、前線に行き渡る前に大戦が終結した。反動が少ない新規格の銃弾を使用してフルオート射撃と軽量さを両立させたStG44の新たな運用思想である「突撃銃（アサルトライフル）」という概念は、後の自動小銃に多大な影響を与え、戦後ソ連はSKSカービンと呼ばれる中間弾薬の自動小銃を経て、AK-47アサルトライフルを軍の主力小銃として採用し、東側陣営全体に広がった。アサルトライフルはドイツのStG44に端を発する概念で、従来の自動小銃よりも軽量かつ比較的近距離での戦闘を想定したものであった。
一方、西側陣営では7.62x51mm NATO弾のようなフルサイズ小銃弾を用いる自動小銃の運用を続け、アメリカではM1ガーランドを基にしたM14を採用していた。しかし、ベトナム戦争では、ごく至近距離での遭遇戦闘が頻発した。この戦争を通じて後にバトルライフルと呼称されるようになるフルサイズ小銃弾使用の自動小銃に対するアサルトライフルの優位性が示され、アメリカのM16アサルトライフルを始めとして他国でもアサルトライフルの採用が加速した。
フルサイズの自動小銃は軍の主力小銃としての役目を終えていった一方、ボルトアクション式の狙撃銃では撃ち損じた場合の撃ち直しが効かないことから、オートマチック式の狙撃銃が多数運用されるようになった。湾岸戦争以降、ボディアーマーの急激な進歩によって今度は反動が少ないアサルトライフル弾の殺傷力の低さが問題視されるようになり、「マークスマン・ライフル」という新概念の元に、フルサイズの小銃弾を使用するセミオート式自動小銃がアサルトライフルと並行して配備されるようになった。